# Аскеров, Руслан Назимович
Руслан Назимович Аскеров (14 января 1987, Баку) — бывший российский волейболист. С 2022 работает руководителем проектов в Boston Consulting Group по направлению Digital.

## Биография
Руслан Аскеров родился в Баку. 

## Спортивная карьера
На высшем уровне последний матч сыграл 10 мая 2017 года в домашнем матче плей-офф чемпионата России против новоуренгойского «Факела» (счёт - 1:3). В том матче он отыграл в двух сетах. 

## Достижения
Серебряный призёр чемпионата России 2012/2013 в составе «Урала».

## Семья
Отец Руслана, Назим — родом из города Ахты.